# 梅尔肯多夫 (奥地利)
梅尔肯多夫（德語：Merkendorf）是奥地利施蒂利亚州费尔德巴赫县的一个市镇。总面积11.21平方公里，总人口1146人，人口密度102.2人/平方公里（2001年）。